# Давід Левін
Давід Левін (16 вересня 1999, Тель-Авів, Ізраїль) — ізраїльський хокеїст, лівий нападник.
10 квітня 2015-го, за день до проведення драфту новачків ОХЛ (пріоритетний вибір ОХЛ), командою Садбері Вулвс було оголошено, що під загальним першим номером вони оберуть Давіда Левіна. Таким чином хокеїст автоматично отримав першу нагороду в новій для себе лізі, приз Джека Фергюсона (вручається першому номеру драфту ОХЛ).